# 1394
1394 (MCCCXCIV) fue un año común comenzado en jueves del calendario juliano, en vigor en aquella fecha.

## Nacimientos
- Antonio Beccadelli - jurista canónigo, poeta y erudito italiano.
- Carlos de Artois
- Carlos I de Orleans (†1465)
- 4 de marzo - Enrique el Navegante
- 4 de julio - Felipa de Inglaterra
- 10 de diciembre - Jacobo I de Escocia, rey de Escocia entre 1406 y 1437   (†1437)
- Ulugh Beg, regente durante el imperio de Tamorlán y también astrónomo, matemático y sultán
- Yoshinori Ashikaga, shogun

## Fallecimientos
- 16 de septiembre - antipapa Clemente VII, primer antipapa del Cisma Occidental
- 24 de marzo - Constanza de Castilla, segunda hija de Pedro I el Cruel, rey de Castilla.
- John Hawkwood
- 4 de junio - María de Bohun, esposa del que llegaría a ser Enrique IV de Inglaterra